# Bann (fleuve)
Pour les articles homonymes, voir Bann.
La rivière Bann (anglais : River Bann, irlandais : an Bhanna, de ban-dea signifiant « déesse », scots : Bann Wattèr) est un fleuve d'Irlande du Nord (Royaume-Uni)  qui se jette dans l'océan Atlantique Nord et à la limite du canal du Nord.

## Géographie
C'est le fleuve le plus long d'Irlande du Nord, et le cinquième plus long de l'île d'Irlande, après les fleuves Shannon, Barrow, Suir et Blackwater. Il traverse en son milieu toute la région et la divise en deux parties. La Bann même est divisée par le Lough Neagh (lac) entre la Bann Haute et la Bann Basse.
La rivière Bann a donné son nom à la ville de Banbridge à la suite de la construction en 1712 d'un pont sur ce cours d'eau.

### Upper Bann
La Bann prend sa source dans les montagnes de Mourne.

### Lough Neagh
Le Lough Neagh est le plus grand lac d'eau douce des îles Britanniques avec une superficie de 392 km2. La Bann supérieure s'y jette et rejoint les rivières Blackwater et Main. La Bann inférieure en sort pour se diriger vers l'océan.

## Histoire
Dans sa Géographie, Claude Ptolémée décrit l'embouchure d'un fleuve appelé Αργιτα (Argita, brillant), qui correspond à celui de la Bann.
La Bann a joué un rôle important dans l'industrialisation de l'Irlande du Nord, particulièrement en ce qui concerne le lin. Le canal de Newry est creusé au XVIIIe siècle pour faciliter l'exploitation du charbon.
La Bann est parfois vue comme une limite religieuse et économique séparant l'ouest plus pauvre, irlandais et catholique, et l'est plus riche, protestant et britannique.